# Northrop F-89 Scorpion
Il Northrop F-89 Scorpion era un aereo da caccia monoplano, biposto e bimotore, realizzato dall'azienda statunitense Northrop Corporation a partire dalla seconda metà degli anni quaranta.
Fu il primo velivolo statunitense sviluppato espressamente in funzione "ognitempo" ad entrare in servizio con la United States Air Force; in un secondo tempo prestò servizio in numerosi reparti della Air National Guard fino al suo definitivo ritiro avvenuto, oltre vent'anni dopo il primo volo, nel corso del 1969.

## Storia del progetto
Nato con la denominazione aziendale di "Model N-35", il P-89 rappresentò una delle quattro proposte approntate dalla Northrop in risposta ad una richiesta avanzata dall'USAAF nel corso del 1945 per la sostituzione del precedente Northrop P-61 Black Widow.
Le richieste iniziali delle autorità militari prevedevano un velivolo ancora equipaggiato con motore a combustione interna, ma già nel mese di dicembre del 1945 la richiesta venne modificata prevedendo la possibilità di realizzare anche velivoli dotati di motore a reazione.
Furono sei i costruttori aeronautici a presentare progetti secondo le caratteristiche richieste: oltre alla Northrop si proposero la Bell Aircraft, la Consolidated Aircraft, la Goodyear Aircraft, la Douglas Aircraft (con un derivato dell'F3D Skyknight) e la Curtiss Aeroplane and Motor Company (con l'XF-87 Blackhawk); quest'ultimo velivolo ottenne inizialmente i favori delle autorità che ne ordinarono due prototipi. La scelta finale ricadde in seguito sul progetto denominato XP-89 e, nel giugno del 1946, anche alla Northrop fu richiesta la realizzazione di due prototipi.
Tre mesi dopo, le prime verifiche al mockup indussero gli ispettori dell'USAAF a richiedere numerose modifiche, non tutte di dettaglio: dall'avanzamento della postazione dell'osservatore alla revisione del disegno del cupolino, fino all'utilizzo di magnesio nella realizzazione della struttura. Un'ulteriore verifica, condotta nel mese di dicembre del 1946, servì a definire quali modifiche potessero essere recepite già nella costruzione del primo esemplare e quali fossero invece da rimandare alla successiva fase di sviluppo.

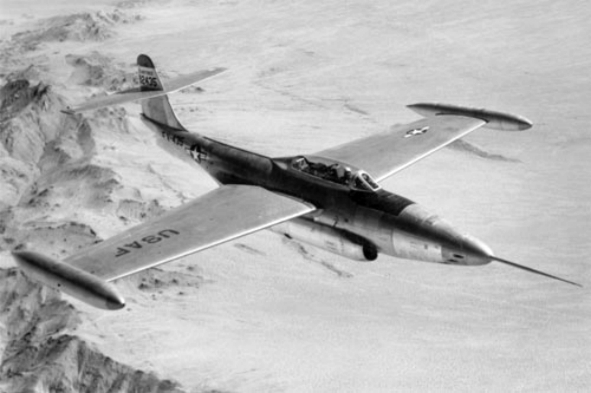
Un F-89A in volo.

Malgrado le ultime prove avessero evidenziato il permanere di alcuni fenomeni aeroelastici, specificamente buffeting e fluttering, il primo prototipo (ora designato XF-89, secondo il sistema entrato in vigore nel frattempo) ricevette il battesimo dell'aria il giorno 16 agosto 1948 dalla Edwards Air Force Base, in ritardo di nove mesi rispetto al programma originale ma senza manifestare criticità particolari.
Valutazioni comparative con l'XF-89 videro coinvolto, oltre ai già citati XF-87 ed F3D, il Lockheed XF-90 ma non evidenziarono elementi di particolare soddisfazione verso nessuno dei progetti. Con il proprio primo convincente volo l'aviogetto della Northrop non solo si assicurò il contratto di sviluppo ma, completamente dipinto di nero e caratterizzato dalla conformazione della fusoliera e dei piani di coda, si meritò la denominazione ufficiale di "Scorpion". L'ordine di produzione venne concluso nel gennaio del 1949 e comprendeva la modifica del secondo prototipo già in corso di realizzazione (denominato YF-89) e 48 aerei di serie (identificati come F-89A); nel settembre successivo l'ordine venne incrementato di 27 nuove unità.
Il programma di prove si avvalse della presenza del secondo prototipo a partire dal 15 novembre ma mise in luce diversi elementi negativi dell'F-89: insufficiente autonomia, deludenti prestazioni alle alte quote, segnali di instabilità e dubbi sulla solidità della struttura. Un incidente durante le prove, occorso il 22 febbraio del 1950, costò la vita ad uno dei due membri dell'equipaggio e portò alla temporanea sospensione del programma. Il secondo prototipo, modificato ed aggiornato alla denominazione YF-90A tornò a volare al termine del mese di giugno ma la produzione di serie venne sospesa; solo tre esemplari vennero presi in carico dall'USAF prima della fine dell'anno.
Dopo una nuova serie di prove svolte in condizioni particolarmente impegnative, l'USAF richiese una serie di nuove modifiche alla struttura dello Scorpion e diede il benestare alla ripresa della produzione nel gennaio del 1951; mentre la produzione di esemplari della serie F-89A si arrestò dopo il completamento dell'ottavo esemplare, gli aerei di nuova produzione assunsero dapprima la denominazione di F-89B e, in un secondo tempo (a fronte di ulteriori aggiornamenti), quella di F-89C.
La ricerca di maggiori potenze, rispetto a quanto fino ad ora disponibile grazie ai due turbogetti Allison J35, portò alla realizzazione delle versioni F89-D (nella quale gli stessi turbogetti furono impiegati in configurazione dotata di postbruciatore) e F89-E, dotata di motori Allison J71. Mentre la prima divenne operativa nel corso del 1954, la seconda non andò mai oltre la fase prototipica e l'unico esemplare realizzato venne impiegato dall'USAF come banco di prova volante per motori fino al 1955.

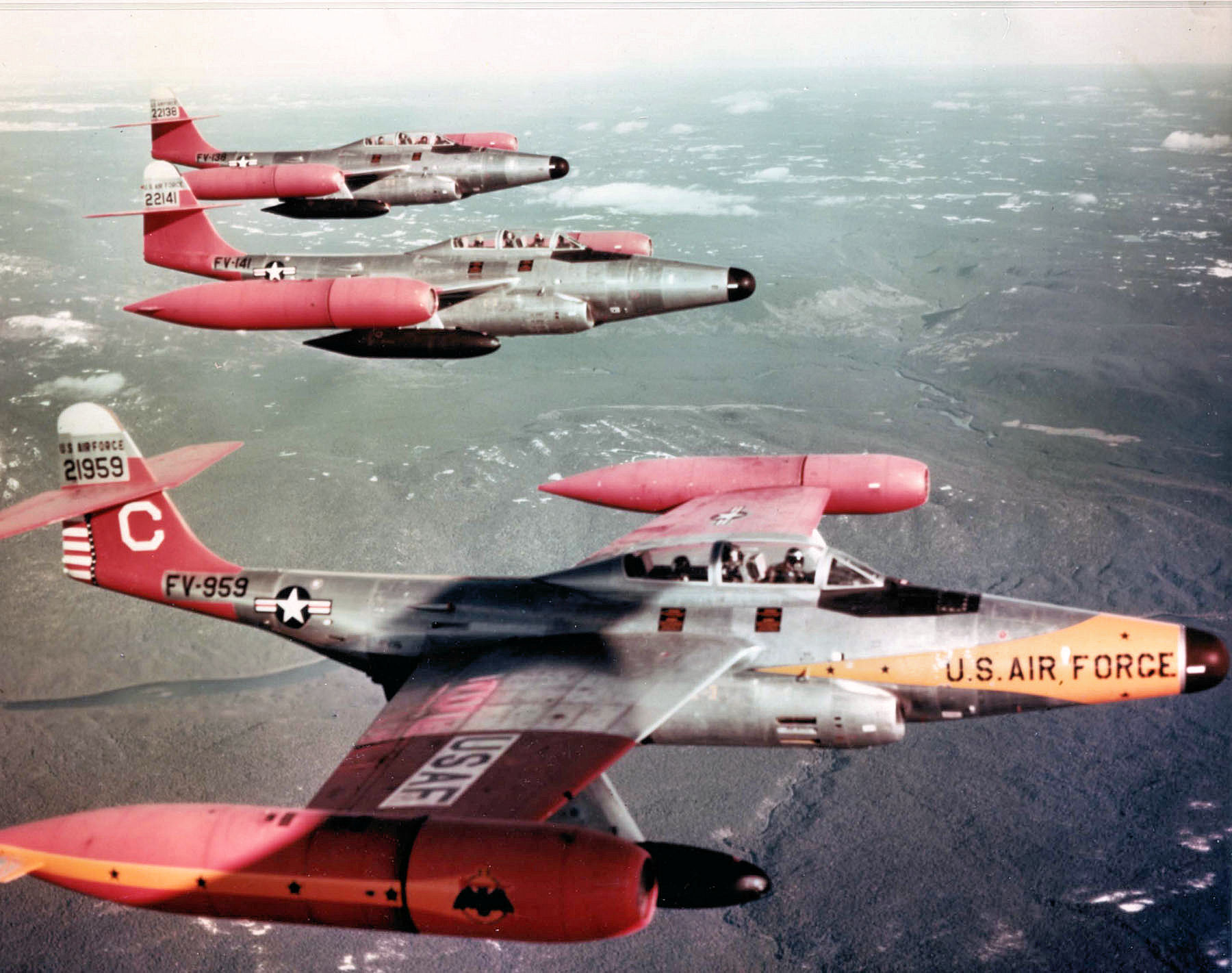
Sezione di tre velivoli F-89D appartenenti al 59th Fighter Interceptor Squadrons.

La versione F89-D, caratterizzata anche dal passaggio da un sistema d'arma basato su cannoni ad uno basato su razzi (questi ultimi non guidati ed alloggiati in un apposito pod alle estremità alari), fu anche quella che alla fine fece registrare il maggior numero di esemplari prodotti (682).
Due nuove versioni (rispettivamente F89-F e F89-G), basate ancora una volta sull'impiego del motore Allison J71, avrebbero dovuto seguire la F-89D mantenendone (la prima) e sviluppandone (la seconda) il sistema di puntamento computerizzato, ma non oltrepassarono la fase progettuale.
La fase successiva dello sviluppo dello Scorpion fu rappresentata dall'utilizzo, a fianco dei razzi non guidati, di un sistema d'arma basato sul primo missile aria-aria a vedere l'impiego operativo sui velivoli dell'USAF, lo Hughes Falcon (nelle varianti all'epoca designate con le sigle GAR-1, 2, 3 e 4). Il nuovo accoppiamento tra lo Scorpion ed il Falcon diede origine alla versione F89-H del caccia biposto, sperimentata con successo per la prima volta nel gennaio del 1955 ed entrata definitivamente in servizio nel mese di marzo dell'anno seguente. Questa fu l'ultima versione dello Scorpion prodotta in serie dagli stabilimenti della Northrop.
In epoca successiva, per la precisione a partire dal mese di novembre del 1956, ben 350 esemplari della versione F89-D furono aggiornati nel sistema d'arma principale ed adeguati all'impiego del missile aria-aria a testata nucleare MB-1 Genie, non guidato, abbinato ad un nuovo sistema di puntamento computerizzato. Gli esemplari così modificati entrarono in servizio operativo nel gennaio del 1957.

## Tecnica

### Cellula
Il Northrop "Model N-24" (designazione interna del primo prototipo, indicato come XF-89 dall'USAF) era un velivolo interamente metallico con ala dritta, dall'andamento del bordo d'uscita rastremato verso l'estremità, disposta in posizione mediana rispetto alla sezione della fusoliera.
A sua volta la fusoliera aveva sezione di forma circolare ed era caratterizzata dalla parte anteriore costituita da un lungo cono all'interno del quale, da progetto, dovevano trovare alloggiamento il radar di ricerca ed i cannoni (nel prototipo entrambi gli apparati non erano tuttavia presenti). L'equipaggio trovava alloggiamento nella zona centrale, secondo la disposizione "in tandem": sotto un unico cupolino, con apertura a scorrimento posteriore, erano disposti sia il pilota che il navigatore (deputato all'utilizzo dei sistemi radar).
Sotto alla cabina di pilotaggio erano disposti, tra loro affiancati, i due motori le cui prese d'aria si protraevano oltre la sezione della fusoliera; i terminali di scarico erano posizionati subito dietro i propulsori, al di sotto della coda del velivolo che si manteneva in posizione elevata (pressoché all'altezza della cabina di pilotaggio) e che terminava nei piani di coda di tipo cruciforme.
Le ali erano dotate di "deceleroni": si trattava di alettoni con apertura sdoppiata, sia verso l'alto che verso il basso, che potevano essere utilizzati anche in funzione di aerofreni. Alle estremità alari potevano inoltre essere collocati serbatoi ausiliari di carburante, ciascuno dalla capacità di 300 U.S. gal. (pari a 1 158 l).

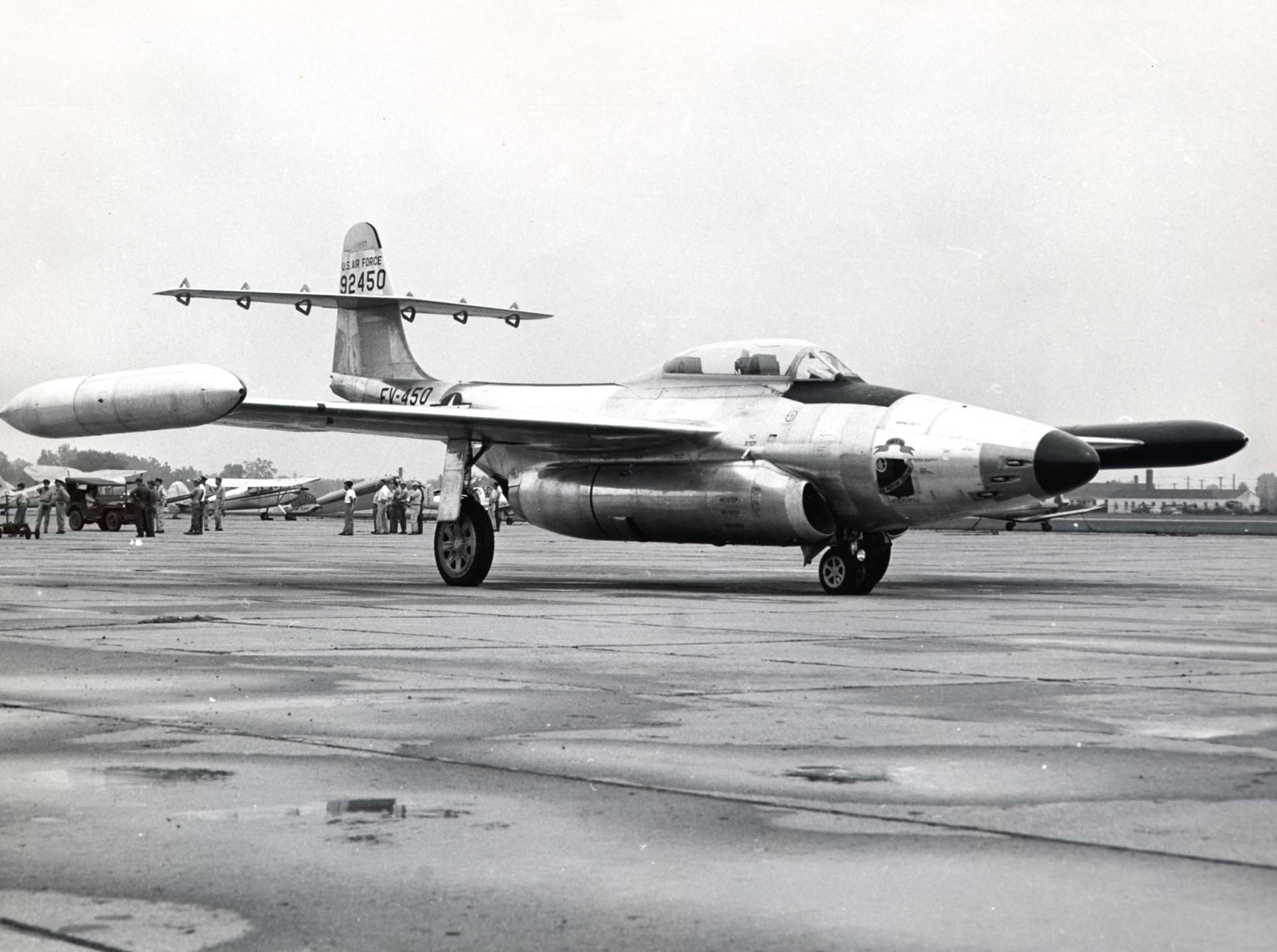
Un F-89B fotografato sulla pista della Eglin Air Force Base.

Il carrello d'atterraggio era di tipo triciclo anteriore: l'elemento anteriore (a doppia ruota) era disposto in corrispondenza delle prese d'aria dei motori (lasciando quindi completamente libero il cono di prua dai relativi meccanismi di ritrazione), mentre gli elementi posteriori erano collocati nelle semiali, all'interno delle quali si ritraevano con movimento verso l'interno del velivolo. Questi elementi erano caratterizzati dalla presenza di ruote singole ma di dimensioni più grandi del solito, il che valse allo Scorpion il nomignolo di "Stanley Steamer", dal nome del produttore di auto a vapore Stanley Motor Carriage Company.
Il secondo prototipo, designato dalla Northrop come "Model N-49" e YF-89 dall'USAF, differiva dal precedente per numerosi particolari: le principali diversità erano riscontrabili nel cono di prua più pronunciato (in questo caso contenente realmente l'apparato radar) e nel diverso disegno delle prese d'aria per i motori.
I velivoli di serie, dal punto di vista della struttura, non si discostarono considerevolmente dal secondo prototipo; le successive variazioni riguardarono prevalentemente le dimensioni dei serbatoi alle estremità alari e le loro funzioni: questi divennero, con il tempo, veri e propri "pod" contenenti gli armamenti oltre che il carburante supplementare.

### Motore
La vita del Northrop F-89 è legata a quella del turbogetto Allison J35, primo motore a reazione statunitense caratterizzato dal compressore a flusso assiale, inizialmente sviluppato dalla General Electric.
Lo sviluppo delle due macchine procedette parallelamente e l'aggiornamento delle versioni del motore installate sul caccia della Northrop fu pressoché costante, con un considerevole incremento dei livelli di forza sviluppata che passò dalle 3 750 lbf (pari 16,7 kN) dei J35-A-13 che equipaggiavano il primo prototipo, alle 7 200 lbf (32,0 kN) della versione J35-A-35, dotata di postbruciatore, installati sugli F-89H.
Dal punto di vista tecnico la modifica di maggior rilievo fu proprio costituita dall'impiego del postbruciatore che fece la propria comparsa già sull'XF-89A, nel novembre del 1949.
Vi fu, nel caso della prevista versione F-89E, il tentativo di migliorare le prestazioni dello Scorpion mediante l'impiego di una coppia di motori Allison J71, all'epoca in grado di sviluppare una forza di 9 700 lbf (43,15 kN); tuttavia l'effetto, in termini di risultati concreti, non fu quello sperato e le performance dell'F-89 non mutarono sensibilmente, segno che la cellula aveva ormai raggiunto i limiti imposti dalla propria configurazione aerodinamica.

### Sistemi d'arma
Lo sviluppo progressivo delle armi e dei sistemi ad esse complementari, fu una costante nel corso della vita dello Scorpion determinata dalla continua ricerca di incrementare le possibilità che l'equipaggio poteva sfruttare per distruggere il bersaglio assegnato.
Il progetto iniziale prevedeva l'installazione nel cono di prua dell'aereo di una particolare torretta dotata di quattro cannoni calibro 20 mm, che potevano raggiungere una rotazione di 105° (laterale o verticale, a seconda della rotazione del cono di prua); progettata dalla Glenn L. Martin Company, la torretta venne denominata D-1 Fire Control System ed il suo disegno fu conformato dalla Northrop alla forma del muso dell'F-89. L'apparecchiatura fu considerata nella costruzione del mock-up, mentre nell'XF-89, nell'attesa della sua realizzazione, venne utilizzata una zavorra sostitutiva.
I ritardi nel completamento della torretta, uniti al desiderio dell'USAF di rendere operativo quanto prima il nuovo caccia, portarono (nel marzo del 1949) alla definizione di un ordine, questa volta assegnato alla Hughes Aircraft, per la realizzazione di un sistema d'arma basato su sei cannoni M24 calibro 20 abbinati al sistema di controllo del tiro "E-1"; quest'ultimo era costituito dal radar AN/APG-33, operante con frequenza comprese nella banda X ed un mirino ottico computerizzato. Con questa soluzione (impiegata operativamente nelle versioni F-89A, B e C) lo Scorpion poteva sparare verso il bersaglio 1 200 proiettili in circa 15 secondi (quantità corrispondente a circa 1 kg di esplosivo al secondo).
In alternativa alla soluzione della torretta Martin, alla fine mai impiegata operativamente, (ed anche in questo caso senza alcun impatto sulla produzione in serie) vennero studiate e sperimentate le possibilità di impiegare cannoni di calibro maggiore o razzi aria aria (del tipo Folding-Fin Aerial Rocket) calibro 2.75 in, sempre disposti nel cono di prua.
L'introduzione dei razzi "FFAR" divenne operativa con la comparsa, nel gennaio del 1954, della versione F-89D: in questo caso, tuttavia, i razzi erano alloggiati nei pod disposti alle estremità alari che ne potevano alloggiare 52 ciascuno utilizzabili, secondo la volontà del pilota, in un massimo di tre distinte salve. L'impiego dei razzi aria-aria comportò anche una modifica nella tattica di approccio al bersaglio con una soluzione di "rotta di collisione" che, con il supporto del più recente sistema di controllo del tiro "E-6", consentiva al pilota di coprire con il lancio delle tre salve un'area approssimativamente corrispondente a quella di un campo da calcio.
Il passo successivo nello sviluppo dei sistemi d'arma impiegati sullo Scorpion puntò l'attenzione sulla precisione dell'arma utilizzata, più che sulla quantità di esplosivo messa a segno sul bersaglio: la versione H dell'F-89 impiegò così il nuovo missile aria-aria Hughes GAR-1 Falcon, la cui accuratezza nel raggiungimento dell'obbiettivo dipendeva dalla guida radar semi attiva o da un sistema basato sulla ricezione di emissioni di radiazione infrarossa.
Nel primo caso il missile era dotato di un sistema di ricezione delle onde radar emesse dal caccia e riflesse dal bersaglio mentre nel secondo caso il sistema di ricezione si basava sulle radiazioni infrarosse emesse dal bersaglio stesso (in genere dai gas di scarico emessi dai motori).
Lo Scorpion venne equipaggiato con sei missili (tre per ogni pod alare) e dotato di sistema di controllo del tiro "E-9": a quest'ultimo era demandata la scelta di quale dei sei missili impiegare e della tempistica di lancio. In ciascun pod alare erano inoltre alloggiati ventuno razzi aria-aria di tipo FFAR.
L'ultima soluzione utilizzata per armare l'F-89 comportò un terribile incremento nelle capacità distruttive dell'intercettore: basandosi sulla prospettiva di potersi trovare nella necessità di affrontare un attacco in massa da parte dell'Unione Sovietica, gli Stati Uniti d'America avevano sviluppato un missile aria-aria dotato di testata nucleare, il Douglas MB-1 Genie; lo Scorpion nella versione F-89J ne impiegava due, affiancandoli a quattro Falcon e, in alcuni casi, mantenendo anche i razzi FFAR nei pod alari. L'impiego del missile nucleare garantiva la capacità di annientare bersagli compresi nel diametro di circa mezzo miglio (circa 800 metri) dalla detonazione. Mediante l'impiego di quest'arma si pensò di poter contrastare attacchi massicci di bombardieri anche nel caso in cui il rapporto di forze con il nemico fosse inferiore ad "uno contro uno".
L'unico test con un Genie attivo fu effettuato il 19 luglio 1957, durante l'operazione Plumbbob, con il lancio da parte del F-89 Scorpion dei capitani dell'aeronautica Eric William Hutchison (pilota) e Alfred C. Barbee (operatore radar) da 4500 m su un'area desertica del Nevada. Cinque ufficiali volontari e un operatore video stazionarono, senza copricapo e con le loro normali divise estive, sotto l'esplosione per dimostrare che l'arma poteva essere impiegata in modo sicuro anche in aree popolate. Le dosi di raggi gamma assorbite dal personale a terra si rivelarono trascurabili, mentre erano notevolmente maggiori quelle ricevute dagli equipaggi incaricati di penetrare nella nube dell'esplosione una decina di minuti dopo la detonazione.

## Impiego operativo
Le prime consegne degli F-89A ebbero luogo a partire dal mese di settembre del 1950; gli esemplari, costruiti in numero ridotto (otto o undici, secondo fonti diverse), furono impiegati prevalentemente in un lungo ciclo di prove che si concluse solo a metà del 1952. In un secondo tempo alcuni di questi esemplari raggiunsero le macchine delle serie successive già schierate presso i reparti dell'Air Defense Command concentrati prevalentemente nelle regioni settentrionali, al fine di contrastare la potenziale minaccia costituita all'epoca dai bombardieri sovietici Tupolev Tu-4.

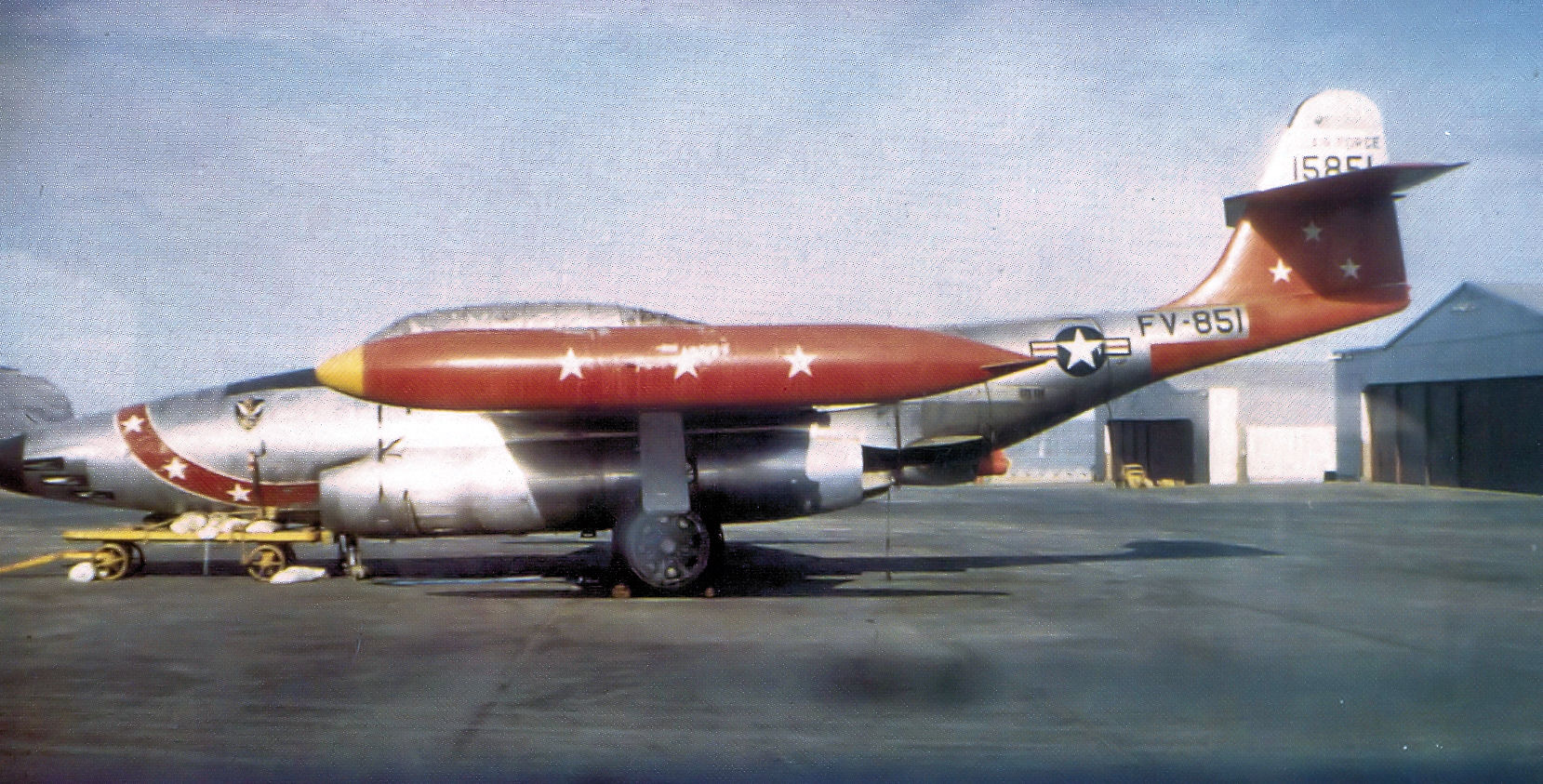
Un F-89C con le insegne del 74th Fighter Interceptor Squadron.

Nel giugno del 1951 erano intanto entrati in servizio i primi F-89B presso l'84th Fighter Interceptor Squadron la cui base operativa, lo Hamilton Army Airfield, era situata a Novato in California. Anche in questo caso la produzione riguardò un numero limitato di esemplari (quaranta o trentasette) la cui vita operativa nell'USAF, per altro condizionata dal verificarsi di frequenti problemi ai motori, si concluse nel corso del 1954 quando furono trasferiti nei reparti dell'ANG dove sostituirono gli anziani P-51.
Nel mese di gennaio del 1952 fu la volta dei primi F-89C che furono schierati nelle file del 74th Fighter Interceptor Squadron (presso la Presque Isle Air Force Base, nell'omonima città del Maine). Anche in questo caso, tuttavia, si registrarono considerevoli problemi operativi e le assegnazioni furono interrotte dopo soli due mesi e diciannove esemplari consegnati. Inizialmente furono, ancora una volta, i motori il punto critico della macchina rivelandosi in grado, anche a causa della disposizione delle prese d'aria, di raccogliere ogni tipo di detrito presente sulla pista di decollo, causando frequenti danni alle parti in movimento e facendo guadagnare allo Scorpion il sarcastico primato di aspirapolvere più grande del mondo.
In un secondo momento, tuttavia, una serie di incidenti tra loro molto simili mise in discussione la tenuta della struttura stessa del velivolo; la conseguente decisione dell'USAF fu di sospendere ogni attività con gli Scorpion fino a quando, nel corso del 1953, la causa dei problemi non fu individuata: si trattava di un difetto nella progettazione della struttura alare, la cui genesi non poteva tuttavia essere nota sulla base delle conoscenze disponibili al momento della stesura del progetto. Fu così avviato un programma di modifiche a tutti gli Scorpion realizzati che assunse carattere prioritario ma che condizionò comunque sia la disponibilità di velivoli operativi che la possibilità di sfruttarne appieno le potenzialità, poiché l'USAF provvide ad emanare specifiche limitazioni all'impiego della macchina.
Il risultato finale fu che, nella sostanza, gli Scorpion della versione F-89C erano divenuti obsoleti prima di raggiungere la piena operatività: anch'essi, come i velivoli delle serie precedenti, furono dismessi dall'USAF nel corso del 1954 e trasferiti nei reparti dell'ANG presso i quali sarebbero rimasti fino ai primi anni sessanta.
Le difficoltà incontrate dallo Scorpion estesero i loro effetti anche sulla produzione successiva, tanto che la presa in carico degli esemplari della versione F-89D avvenne con oltre un anno di ritardo rispetto ai tempi programmati, tempo necessario per recepire le modifiche necessarie per la risoluzione dei problemi emersi nel recente passato. Il primo reparto a ricevere gli F-89D fu l'18th Fighter Interceptor Squadron, di base a Saint Paul nel Minnesota.
Con l'entrata in servizio degli F-89D si sintetizzava, nelle file dell'USAF, il processo evolutivo del concetto stesso di aereo da caccia, divenuto ora una piattaforma di tiro per armi missilistiche, il cui primo successo su un bersaglio in volo (un B-17 trasformato in drone) fu registrato il 27 gennaio del 1955. Tuttavia questo processo era lontano dal suo definitivo completamento tanto che, pur sperimentati anche sui Sabre e sugli Starfire, sia il sistema di controllo del tiro che quello di pilotaggio automatico evidenziarono numerosi limiti operativi.
La versione D dello Scorpion fu quella prodotta nel maggior numero di esemplari: complessivamente furono 682 gli aerei di questa variante usciti dagli impianti di Hawthorne fino al 1956. Ancora condizionati da problemi ai motori ed ai pod alari lanciarazzi (soggetti a corrosione già dopo i primi utilizzi), rimasero in servizio fino al 1958; successivamente 350 esemplari furono modificati per dar vita alla versione J mentre i rimanenti vennero trasferiti, anche in questo caso, nei reparti dell'ANG.

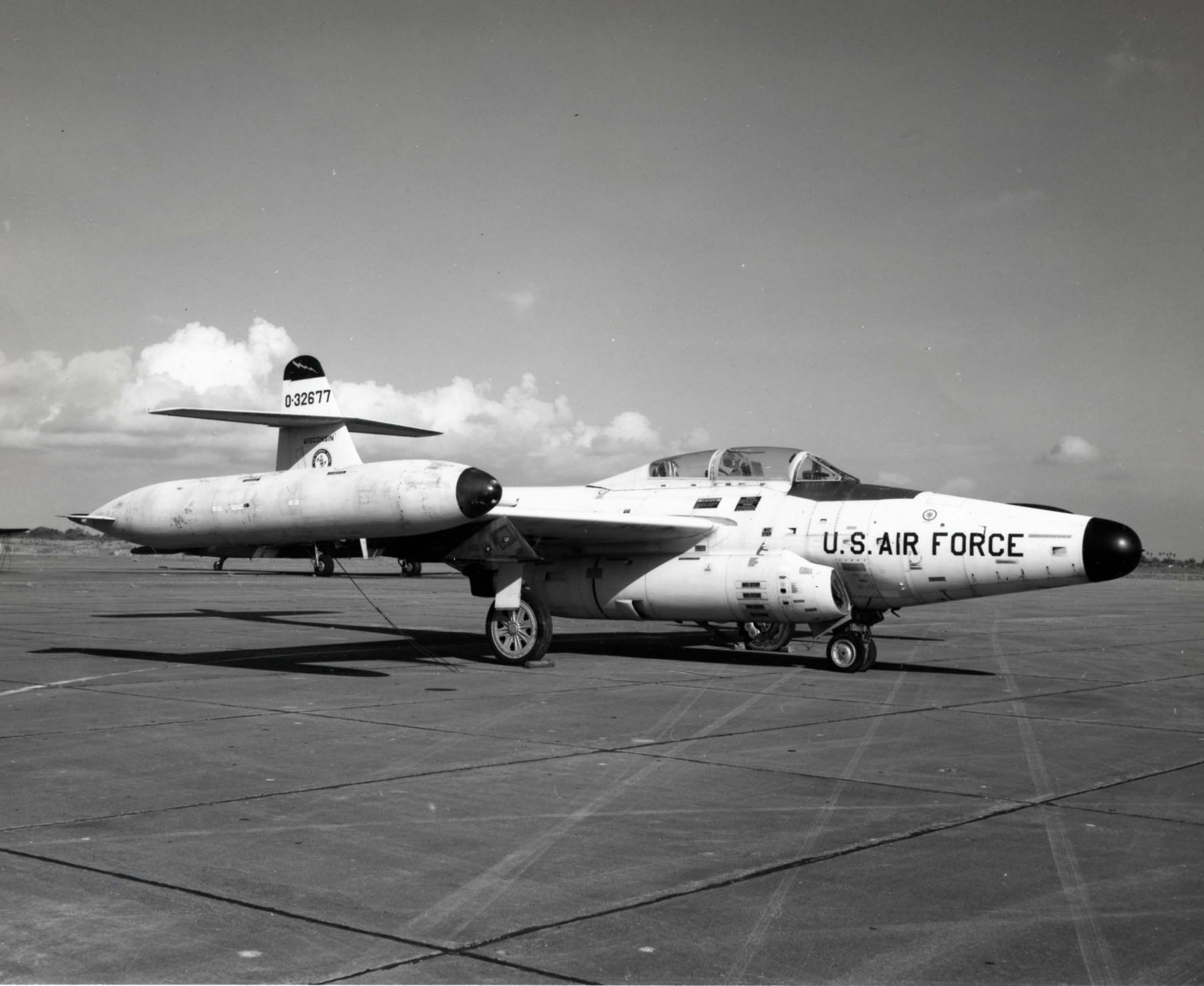
Un Northrop F-89J del 176th Fighter Interceptor Squadron inquadrato nella Wisconsin Air National Guard.

Il protrarsi dei problemi ai sistemi avionici ed ai pod alari condizionò anche l'entrata in servizio della versione F-89H dello Scorpion che fu ritardata fino al marzo del 1956, in ritardo di due anni rispetto alle date inizialmente programmate. Il primo reparto operativo a ricevere i nuovi velivoli fu il 445th Fighter Interceptor Squadron, basato sulla Wurtsmith Air Force Base (nella Contea di Iosco, in Michigan). Gli ultimi dei 156 esemplari prodotti furono consegnati entro la fine del mese di agosto dello stesso anno ma la loro dismissione ebbe inizio poco più di un anno dopo: assegnati all'ANG, vennero progressivamente sostituiti nei reparti dagli F-102.
L'ultima versione dello Scorpion, denominata F-89J , come già detto non era costituita da velivoli di nuova produzione ma da esemplari della precedente versione D aggiornati per l'impiego del missile aria-aria a testata nucleare MB-1 Genie. Primi intercettori ad impiegare questa tipologia di ordigni, gli F-89J divennero operativi nel gennaio del 1957, ancora una volta, con l'84th Fighter Interceptor Squadron. Il primo impiego del Genie venne portato a termine il 19 luglio di quello stesso anno nei cieli del Nevada Test Site, al di sopra della zona denominata "Yucca Flat".
Gli ultimi appartenenti alla famiglia degli Scorpion iniziarono il loro passaggio nelle file dell'ANG nel luglio del 1959; la sopravvenuta disponibilità di F-101 ed F-106 decretò nell'anno seguente il tramonto della vita operativa dell'F-89 con l'USAF mentre alcuni reparti dell'ANG furono dotati di Scorpion almeno fino al 1968.

## Versioni
- XF-89: prototipo privo di armamento; prevista l'installazione di 4 cannoni da 20 mm con 400 colpi per arma con installazioni da scegliere tra una torretta Martin o Northrop.
- F-89A: i primi 18 di serie, consegnati dal 1950, con i motori J-35 dotati di postbruciatore, 6 cannoni Hispano Suiza M24 da 20 mm e 200 colpi per arma, e la possibilità di essere usati come cacciabombardieri con 2 bombe da 730 kg oppure razzi da 127 mm.
- F-89B: la prima serie venne sostituita da questo modello, con motori ed accessori migliorati.
- F-89C: versione con motori leggermente più potenti ed ulteriori modifiche alla struttura.
- YF-89D: Un F-89B modificato con un nuovo sistema d'arma consistente in serbatoi alle estremità alari che contenevano nella parte anteriore ognuno 52 razzi FFAR Mighty Mouse da 70 mm e la totale rinuncia ai cannoni. I razzi erano asserviti dal radar AN/APG-40 ed il calcolatore di tiro AN/APA-84. Tale soluzione fu applicata in serie con l'F-89D.
- F-89D: deciso cambiamento rispetto alle serie precedenti, con la sostituzione dei cannoni con pod dotati di razzi alle estremità alari e capaci di 52 armi calibro 70 mm, fusoliera allungata, migliore sistema di controllo del tiro e abbandono del ruolo di incursore notturno. Furono rapidamente prodotte 682 macchine tra il 1951 e il 1953.
- YF-89E : versione proposta con la sostituzione dei motori J-35 con gli Allison YJ71-A-3.
- F-89E : versione proposta (non realizzata) con la sostituzione dei motori J-35 con i General Electric J-47.
- F-89F : versione proposta all'USAF nel 1951 che prevedeva una cellula riprogettata e pod innestati sul brodo d'attacco alare contenenti missili aria-aria Hughes FALCON.
- F-89G: Versione proposta ed abbandonata nel 1952 basata sull'F-89F con motori J35-A35.
- F-89H: il rapido invecchiamento della cellula dell'F-89 rese necessario saltare i modelli moderatamente migliorati come la serie E e G, passando a questo tipo che implementava, accanto ai 42 razzi dei pod alari, anche sei missili AIM-4 Falcon, tre per pod. Furono costruite 156 macchine. Fu l'ultima versione dell'F-89 prodotta "ex novo".
- F-89J: nel 1956 apparve l'ultimo modello, ottenuto convertendo 350 F-89D. Poteva impiegare, oltre a quattro Falcon, due AIR-2A Genie, missili aria-aria nucleari, con un raggio di circa 8 km, sistemati sotto le ali.

Complessivamente la produzione totale dello Scorpion raggiunse le 1 052 unità.

## Utilizzatori
Stati Uniti
- United States Air Force
- Air National Guard

### Periodici
- (EN) Gerald Balzer, Mike Dario, Northrop F-89 Scorpion, in Aerofax Datagraph, n. 8, Arlington, TX, USA, Aerofax Inc., 1993, ISBN 0-942548-45-0.
- (EN) Larry Davis, Dave Menard, F-89 Scorpion, in In action, Aircraft Number 104, Carrollton, TX, USA, Squadron/Signal Publications Inc., 1990, ISBN 0-89747-246-2.
- (EN) All Weather Fighter, in Flight, Sutton, Surrey - UK, Reed Business Information Ltd., 23 febbraio 1951,  pp. 215-216. URL consultato il 15 marzo 2014.